# Antonio de Hoyos y Vinent
Antonio de Hoyos y Vinent, marchese de Vinent (Madrid, 11 marzo 1885 – Madrid, 16 giugno 1940), è stato un giornalista e scrittore spagnolo, appartenente alla corrente estetica del decadentismo.

## Biografia
Di famiglia aristocratica, ricevette un'educazione di ottimo livello a Vienna, Oxford e Madrid.
Come primogenito ereditò il patrimonio di famiglia, ma la sua palese omosessualità e i suoi difetti, anche quelli che oggi sarebbero valutati come virtù lo portarono ad essere considerato una specie di pecora nera dalla parte meno tollerante dell'alta società (sua madre gli tolse il saluto per aver appeso nel salone la sua collezione di ritratti di pugili), ma non dalla sua amica Emilia Pardo Bazán che lo introdusse nel mondo letterario.
Sordo dalla nascita (il che obbligava i più a parlargli a segni), provvisto di monocolo e vestito come un dandy, diresse la rivista Gran Mundo Sport, fece il critico letterario per El Día e scrisse articoli su ABC. Era amico della ballerina Tórtola Valencia e del disegnatore e figurinista José Zamora. Il decadentismo (ispirato ad autori come Lorrain e Rachilde), il gusto per il genere erotico e la sua militanza anarchica furono gli elementi caratterizzanti dei suoi scritti, che pubblicò in raccolte di romanzi brevi (ne compose più di cinquanta) come Los Contemporáneos, La Novela Semanal, La novela de Hoy, La Novela Corta,senza dimenticare quelli che pubblicò sulla rivista La Esfera.
L'omosessualità è il tema esplicito soltanto in un paio di romanzi, nei quali viene posta in grande evidenza la repressione sociale della stessa, incarnata da una religiosità istituzionalizzata. L'omosessualità non viene trattata semplicemente come una perversione, ma come una forma di dissidenza.
Allo scoppio della guerra civile militò nella Federación Anarquista Ibérica (FAI) ed i suoi combattivi articoli pubblicati su El Sindicalista (organo del Partito sindacalista) lo portarono in carcere alla fine della guerra, dove morì povero ed abbandonato dai suoi conoscenti e dalla famiglia. In questo periodico pubblicò centinaia di articoli, tra i quali "El secreto de saber esperar" (8 luglio 1937), nel quale attacca la volontà di uscire dalla guerra.

## Opere
Marchese esteta e dandy, aspirava ad essere l'antieroe decadente che ritrasse molte volte nei suoi romanzi. Nel suo corpus narrativo si possono distinguere tra fasi, definibili dal punto di vista tematico come l'"escándalo aristocrático" (scandalo aristocratico) (1903 – 1909), l'erotismo con toni decadenti (1910-1925) e le aspirazioni filosofiche (dal 1925).
In un'intervista realizzata da José María Carretero nel 1916, il giornalista chiese ad Antonio de Hoyos y Vinent cos'era che lo inquietava ed interessava di più, al che lo scrittore rispose.
Le sue tematiche oscillano tra il racconto del terrore, l'erotico ed il sociale. Scrisse circa 140 titoli. Riscosse un grande successo con i suoi racconti ("El maleficio de la noche", "El destino", "El crimen del fauno" o "El hombre que vendió su cuerpo al diablo") e con alcuni romanzi (La vejez de Heliogábalo o El oscuro dominio). Scrisse anche alcuni testi in cui formulava alcune strampalate teorie storiche o socio-politiche (El primer estado, América).
Nelle sue opere si trovano chiari echi della sua ampia ed estesa cultura. Subì soprattutto l'influenza di autori postsimbolisti e decadenti, passati attraverso il naturalismo come Joris-Karl Huysmans, Jean Lorrain, Madame Rachilde, Octave Mirbeau, e, in un certo modo, Pierre Louÿs, Paul Verlaine e Jean-Marie-Mathias-Philippe-Auguste Villiers de l'Isle Adam, così come il Gustave Flaubert di Le tentazioni di Sant'Antonioed i simbolisti Edgar Allan Poe e Charles Baudelaire.
Le opere di Antonio de Hoyos y Vinent sono state recuperate ultimamente grazie a Luis Antonio de Villena, che ne ha parlato nel saggio Corsarios de guante blanco.